# Noaea minuta
Noaea minuta är en amarantväxtart som beskrevs av Pierre Edmond Boissier och Benedict Balansa. Noaea minuta ingår i släktet Noaea och familjen amarantväxter. Inga underarter finns listade i Catalogue of Life.